# Frederic, Duce de Saxa-Altenburg
Frederic, Duce de Saxa-Hildburghausen (29 aprilie 1763 – 29 septembrie 1834), a fost Duce de Saxa-Hildburghausen (1780–1826) și Duce de Saxe-Altenburg (1826–1834).

## Biografie
A fost cel mai mic copil și singurul fiu al lui Ernest Frederic al III-lea, Duce de Saxa-Hildburghausen și a celei de-a treia soții, Ernestine de Saxa-Weimar.
Frederic i-a succedat tatălui său, Ducele de Saxa-Hildburghausen în 1780, când avea numai 17 ani; unchiul său, prințul Joseph de Saxa-Hildburghausen, și-a asumat regența care a luat sfârșit în 1787 la moartea prințului Joseph.
Până în 1806 a fost supus restricțiilor imperiale care au plasat ducatul de Saxa-Hildburghausen sub administrare oficială, din cauza politicii financiare a predecesorilor săi. În 1806 Frederic s-a alăturat Confederației Rinului și în 1815 Confederației Germane, sub a cărei garanție a dat în 1818 ducatului o nouă condiție de bază.

## Căsătorie și copii
Frederic s-a căsătorit cu Ducesa Charlotte Georgine de Mecklenburg-Strelitz, fiica ca mare a lui Carol al II-lea, Mare Duce de Mecklenburg-Strelitz și a primei soții a acestuia, Prințesa Friederike de Hesse-Darmstadt. Charlotte și Frederic au avut 12 copii:
1. Joseph Georg Karl Frederick (n. Hildburghausen, 12 iunie 1786 - d. Hildburghausen, 30 iulie 1786).
2. Prințesa Katharina Charlotte de Saxa-Hildburghausen (n. Hildburghausen, 17 iunie 1787 - d. Bamberg, 12 decembrie 1847), căsătorită la 28 septembrie 1805 cu Prințul Paul de Württemberg.
3. Charlotte Auguste (n. și d. Hildburghausen, 29 iulie 1788).
4. Joseph Georg Friedrich Ernst Karl, Duce de Saxa-Altenburg (n. Hildburghausen, 27 august 1789 - d. Altenburg, 25 noiembrie 1868).
5. Luise Fredericka Marie Caroline Auguste Christiane (n. Hildburghausen, 18 ianuarie 1791 - d. Hildburghausen, 25 martie 1791).
6. Therese Charlotte Luise Friederike Amalie (n. Hildburghausen, 8 iulie 1792 - d. München, 26 octombrie 1854), căsătorită la 12 octombrie 1810 cu regele Ludwig I al Bavariei.
7. Charlotte Luise Fredericka Amalie Alexandrine (n. Hildburghausen, 28 ianuarie 1794 - d. Biebrich, 6 aprilie 1825), căsătorită la 24 iunie 1814 cu Wilhelm, Duce de Nassau.
8. Franz Frederick Karl Ludwig Georg Heinrich (n. Hildburghausen, 13 aprilie 1795 - d. Hildburghausen, 28 mai 1800).
9. Georg, Duce de Saxa-Altenburg (n. Hildburghausen, 24 iulie 1796 - d. Hummelshain, 3 august 1853).
10. Frederick Wilhelm Karl Joseph Ludwig Georg (n. Hildburghausen, 4 octombrie 1801 - d. Altenburg, 1 iulie 1870).
11. Maximilian Karl Adolf Heinrich (n. Hildburghausen, 19 februarie 1803 - d. Hildburghausen, 29 martie 1803).
12. Eduard Karl Wilhelm Christian (n. Hildburghausen, 3 iulie 1804 - d. München, 16 mai 1852).

Frederic era considerat popular și inteligent. În timpul domniei sale, împreună cu soția sa Charlotte, viața culturală din micuțul oraș a atins apogeul. Atât de mulți poeți și artiști își petreceau timpul lor acolo, încât Hildburghausen a fost poreclit "Klein-Weimar" (Micul Weimar). Când ultimul duce de Saxa-Gotha-Altenburg a murit fără moștenitori în 1825, celelalte ramuri ale Casei au decis o rearanjare a ducatelor Ernestine. La 12 noiembrie 1826, Frederic a devenit Duce de Saxe-Altenburg; în schimb, el a cedat Saxa-Hildburghausen Ducelui de Saxa-Meiningen.